# Trochodendraceae
Trochodendraceae, biljna porodica, jedina u redu Trochodendrales, kojoj pripadaju dva roda s dvije vrste, to su Tetracentron s vrstom  Tetracentron sinense i Trochodendron s Trochodendron aralioides. 
Tetracentron je Monotipski rod listopadnog drveća iz Butana, države Kachin u Burmi, Sikkima, Arunachal Pradesha, Nepala i jugozapadne i središnje Kine. Drugi rod i vrsta po koja je dala ime porodici i redu, Trochodendron aralioides, je vazdazeleno drvo (do 20 metara visine) ili veliki grm koji raste na japaskim otocima Honshu, Shikoku, Kyushu, otocima Ryukyu i na Tajvanu.
Jedina je porodica i red  u nadredu Trochodendranae.

## Sinonimi
- Tetracentraceae A.C. Sm.